# Ба, Исса
Исса Ба (фр. Issa Ba; родился 7 октября 1981, Дакар, Сенегал) — сенегальский футболист, полузащитник «Аль-Шабаб».
Прежде всего известен выступлениями за ряд французских клубов, а также национальную сборную Сенегала.

## Клубная карьера
Родился 7 октября 1981 года в Дакаре. Воспитанник футбольной школы местного клуба «Полиc»..
Во взрослом футболе дебютировал 2000 выступлениями за команду клуба «Лаваль», в которой провел четыре сезона, приняв участие в 87 матчах чемпионата.
В течение 2004—2006 годов защищал цвета команды клуба «Шатору».
Своей игрой за последнюю команду привлек внимание представителей тренерского штаба клуба «Осер», к составу которого присоединился в 2006 году. Сыграл за команду из Осера следующие три сезона своей игровой карьеры.
В 2010—2012 годах играл в составе краковской «Вислы», румынских клубов «Тыргу-Муреш» и «Газ Метан».
К составу бухарестского «Динамо» присоединился в 2012 году.

## Выступления за сборную
В 2000 году дебютировал в официальных матчах в составе национальной сборной Сенегала. До момента прекращения вызовов в сборную в 2006 году провел в форме главной команды страны 21 матч, забив один гол.